# Plan B (film, 2009)
Plan B je argentinský hraný film z roku 2009, který režíroval Marco Berger podle vlastního scénáře. Snímek měl světovou premiéru na Mezinárodním festivalu nezávislého filmu v Buenos Aires 27. března 2009.

## Děj
Bruno, kterého Laura opustila kvůli Pablovi, žárlí na zamilovaný pár. Jeho plánem je přesvědčit Lauru, že on je pro ni tím pravým. Laura mu však dává jasně najevo, že ve vztahu s Pablem zůstane. Po čase Brunovi dojde, že jeho plán nefunguje, a rozhodne se pro „plán B“, totiž pomocí intrik přimět Pabla, aby se on rozešel s Laurou. Pátrá o Pablově minulosti a dozví se, že už měl něco s mužem. Bruno se proto rozhodne svést samotného Pabla. Seznámí se s ním pod záminkou sportu a začne budovat falešné přátelství. Snaží se s ním navázat fyzický kontakt a nakonec mu v dopise vyzná údajnou lásku. Ve výsledku se nakonec Pablo opravdu rozejde s Laurou. Bruno dosáhl svého cíle a vrací se k Lauře, avšak nyní si uvědomuje, že jeho vztah k Pablovi nebyl povrchní. 

## Obsazení
| Manuel Vignau        | Bruno           |
| Lucas Ferraro        | Pablo           |
| Mercedes Quinteros   | Laura           |
| Damián Canduci       | Victor          |
| Ana Lucia Antony     | Ana             |
| Carolina Stegmayer   | Verónica        |
| Antonia De Michelis  | Victorova matka |
| Ariel Nuñez Di Croce | Javier          |
| Khaled El nabawy     | Adel Abdelaziz  |